# Хорошун Едуард Миколайович
Едуа́рд Микола́йович Хорошу́н (нар. 31 серпня, 1973, Южно-Сахалінськ, СРСР) — український військовий хірург, Заслужений працівник охорони здоров'я України (2017), полковник медичної служби Збройних сил України, учасник російсько-української війни. Герой України.

## Життєпис
Військовик у четвертому поколінні, з прадіда. Дитинство пройшло у військовій системі в гарнізонах по всьому Радянському Союзу.
Закінчив Дніпропетровську медичну академію. Потім вступив до Української військово-медичної академії. Далі служив у Криму в 127-й бригаді. Спочатку був начальником операційно-перев'язувального відділення медичної роти, потім командиром медичної роти. Пізніше знову вступив у військово-медичну академію на оперативно-тактичний рівень. За розподілом потрапив у 540-й Центральний військово-морський госпіталь у Севастополі.
З 2007 року і до анексії Криму був начальником клініки невідкладної хірургії і пошкоджень у Севастополі (ВМКЦ Кримського регіону).
Навесні 2014 року з військами, що не зрадили присягу, вийшов на материкову Україну. Очолив клініку невідкладної та ендоскопічної хірургії Військово-медичний клінічний центр Південного регіону (м.Одеса).
Відбув у зоні Антитерористичної операції на сході України три ротації:
- Спочатку служив у Дніпропетровському регіоні. Налагоджував евакуацію на початку літа 2014 року: координація, евакуація, надання допомоги пораненим, які надходили з району проведення бойових дій.
- Потім був головним хірургом 61-го мобільного госпіталю, який стояв у районі виконання завдань. Якраз на цей час припадає Іловайськ. Тоді в госпіталі прооперували за три доби 254 людини.
- Наступної ротації призначений начмедом сектора «Б». Після цього призначений начальником Центрального військово-медичного управління.

З кінця 2015 по кінець 2017 рік начальник Центрального військово-медичного управління — начальник медичної служби ЗС України (до його розформування). У цей період у місяць по тижню, по два виїздив у район виконання завдань для налагодження роботи.
З січня 2018 року знову очолює клініку невідкладної та ендоскопічної хірургії Військово-медичний клінічний центр Південного регіону (м. Одеса).
У вересні 2020 року очолив Військово-медичний клінічний центр Північного регіону.

### Російське вторгнення в Україну (2022)
З початком збройної агресії Росії під постійними обстрілами та бомбардуванням, в умовах часткового оточення Харкова він організовував роботу центру, який у перші дні війни прийняв близько 150 військовослужбовців та 80 цивільних, зокрема 12 дітей. Під його керівництвом налагоджено роботу з цивільними закладами охорони здоров'я, що дало змогу збільшити ліжковий фонд майже на 300 ліжок.

## Нагороди
За особисту мужність і героїзм, виявлені у захисті державного суверенітету та територіальної цілісності України, вірність військовій присязі під час російсько-української війни відзначений:
- Орденом Данила Галицького (2015)[4]

Інші нагороди:
- Відзнака МО України «Знак Пошани» (2011)[5]
- Герой України (2022)[6]